# Dorio
Dorio (lombardul: Dòr) település Olaszországban, Lombardia régióban, Lecco megyében. Lakosainak száma 321 fő (2023. január 1.). Dorio Valvarrone, Pianello del Lario, Sueglio, Colico és Dervio községekkel határos.

## Népesség
A település lakossága az elmúlt években az alábbi módon változott:
| Lakosok száma | 330  | 319  | 321  |
|               | 2017 | 2018 | 2023 |